# ISO 13849
Die Norm ISO 13849 ist eine sicherheitsspezifische Norm, welche sich mit Gestaltungsleitsätzen zu sicherheitsbezogenen Teilen von Steuerungen beschäftigt. Der Teil 1 definiert allgemeine Gestaltungsleitsätze, Teil 2 beschreibt die Validierung.

## Einordnung
Die ISO 13849 ist eine Sicherheitsfachgrundnorm Typ B1 nach ISO 12100, d. h. eine Sicherheitsnorm für definierte Sicherheitsaspekte. Die Norm ersetzt die im Februar 2007 zurückgezogene EN 954. In Deutschland ist sie als DIN EN ISO 13849 gültig. Sie ist im Amtsblatt der EU unterhalb der Maschinenrichtlinie gelistet. Daher geht von ihr die Vermutungswirkung bei der Konformitätsbewertung aus. Viele C-Normen verweisen auf die EN ISO 13849.

## Anwendungsbereich
Die Norm stellt Sicherheitsanforderungen und einen Leitfaden für die Gestaltung und Integration sicherheitsbezogener Teile von Steuerungen von Maschinen bereit, einschließlich der Entwicklung von Software. Es werden Eigenschaften dieser Teile festgelegt, die zur Ausführung der entsprechenden Sicherheitsfunktionen erforderlich sind.
Zu diesem Zweck sind bei der Auslegung die sicherheitsbezogenen Teile von nicht-sicherheitsbezogenen Teilen der Maschinensteuerung zu unterscheiden. Steuerungsteile sind hierbei nicht nur SPS‘en, sondern auch Sensoren, Aktoren oder Geräte zur sicherheitsbezogenen Kopplung von Signalen.
Im Anhang des ersten Teils wird ein mögliches Verfahren zur Bestimmung der erforderlichen Risikoreduzierung beschrieben. Das Maß der Risikoreduzierung wird dabei als Performance Level (PL) beschrieben und in 5 Stufen (a – e) unterteilt.
Teil 2 legt Validierungsverfahren, einschließlich Analyse und Prüfung, für die Sicherheitsfunktionen der betreffenden Teile der Steuerungen fest. Die allgemeinen Anforderungen zur Validierung wurden mit der 2023 abgeschlossenen Überarbeitung in den Teil 1 übernommen.
Die Norm gilt für alle Arten von Maschinen, unabhängig von der verwendeten Technologie (z. B. elektrisch, hydraulisch, mechanisch). Sie kann angewendet werden für nicht trennende Schutzeinrichtungen (z. B. Verriegelung), berührungslos wirkende Schutzeinrichtungen (z. B. Lichtschranken), Steuerungsbaugruppen und Leistungsschaltelemente (z. B. Relais). Sie gilt sowohl für einfache Maschinen (z. B. Küchenmaschinen), als auch für komplexe Fertigungsanlagen.

## Risikobeurteilung

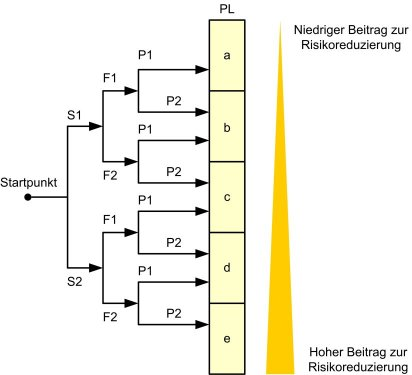
Risikograph nach EN ISO 13849

Die Risikoeinschätzung nach ISO 13849 als Teil der Risikobeurteilung kann anhand des dazugehörigen Risikographen vollzogen werden. Dazu werden schrittweise verschiedene Kriterien betrachtet:
- Es wird vom Startpunkt ausgegangen
- S (severity) beschreibt die Schwere der Verletzung
  - S1: leichte, üblicherweise reversible Schäden können auftreten
  - S2: schwere, üblicherweise irreversible Schäden können auftreten
- F (frequency) beschreibt die Häufigkeit und/oder Dauer der Gefährdungsexposition
  - F1: seltene bis öftere und/oder kurzzeitige Dauer der Exposition
  - F2: häufige bis dauernde und/oder lange Dauer der Exposition
- P (probability) beschreibt die Möglichkeit, die Gefahr zu vermeiden
  - P1: unter bestimmten Umständen möglich
  - P2: kaum möglich

Damit ergibt sich der PL-Wert (Performance Level), dessen Einstufung von a (niedriger Beitrag zur Risikoreduzierung) bis zu e (hoher Beitrag zur Risikoreduzierung) geht. Dabei sind mehrere Wege zugelassen, um einen geforderten PL-Wert zu erreichen, daher kann der Anwender geeignete Maßnahmen kombinieren, die seinen Vorstellungen am nächsten kommen. Hier können technische Randbedingungen oder Kostengesichtspunkte eine Rolle spielen. Dennoch sind festgelegte Sicherheitsstrukturen zu verwenden.

## Verifizierung
Der zur Risikominderung benötigte Performance Level (PLr) der Steuerung ist zu verifizieren. Dabei spielen sowohl deterministische Aspekte, wie die Kategorien, die zuvor aus EN 954-1 bekannt waren, als auch die Einbeziehung probabilistischer Kenngrößen wie in IEC 61508 bzw. IEC 62061 eine Rolle. Zunächst wird die zu verifizierende Schaltung einer Kategorie (0-4) zugeordnet, und geprüft ob alle Anforderungen an diese erfüllt sind. Die einzelnen Bauteile (Safety related Part of a Control System SRP/CS) werden entsprechend der jeweiligen Kategorie auf ihre Ausfallwahrscheinlichkeit (MTTFD) untersucht. Zum Schluss wird die Ausfallwahrscheinlichkeit der gesamten Schaltung berechnet (probability of dangerous failure per hour (PFH)).
Das Verfahren kann softwaregestützt durch Tools wie SISTEMA vom Institut für Arbeitsschutz der Deutschen Gesetzlichen Unfallversicherung, Pilz PAScal, Siemens Safety Evaluation im TIA Selection Tool und Rockwell Automation Safety Automation Builder durchgeführt werden.